# Bernd Dürnberger
Bernhard „Bernd“ Dürnberger (* 17. September 1953 in Kirchanschöring), auch „Wipf“ genannt, ist ein ehemaliger deutscher Fußballspieler. In der Glanzzeit des FC Bayern München gewann er als Stammspieler mit dem Verein zahlreiche Titel. Gemeinsam mit Heinz Stuy, dem ehemaligen Torwart von Ajax Amsterdam und Horst Blankenburg, hält er den Rekord als Spieler mit den meisten bedeutenden Titeln ohne A-Länderspiel. Nach Toni Kroos mit 5 Einsätzen in Endspielen des Europapokals der Landesmeister bzw. der UEFA Champions League, ist Dürnberger mit 4 Endspielteilnahmen zusammen mit Thomas Müller der deutsche Spieler mit den zweitmeisten Einsätzen.

## Karriere

### Vereine
Dürnberger begann beim SV Kirchanschöring, einem in seinem Geburtsort im Landkreis Traunstein ansässigen Sportverein mit dem Fußballspielen, wechselte später zum ESV Freilassing, bevor er einen Profivertrag beim Bundesligisten FC Bayern München zur Saison 1972/73 erhielt.
Am 16. September 1972 (1. Spieltag), einen Tag vor seinem 19. Geburtstag, debütierte er beim 5:0-Sieg im Auswärtsspiel gegen Rot-Weiß Oberhausen mit Einwechslung für Willi Hoffmann in der 62. Minute in der Bundesliga. Sein erstes Tor führte am 5. Oktober 1972 (5. Spieltag) in der 79. Minute zum 1:1-Endstand im Auswärtsspiel gegen den Wuppertaler SV; es war für ihn das erste Ligaspiel über 90 Minuten. In den ersten beiden Spielzeiten agierte er als Stürmer, ehe er auch im Mittelfeld (1974/75) und in der Abwehr (1975/76) eingesetzt wurde. Als „fleißige Biene“ machte er sich dann von 1976 bis 1985 im Mittelfeld des FC Bayern München einen Namen. Er war vom ersten bis zum letzten Einsatz am 8. Juni 1985, beim 1:0-Sieg im Auswärtsspiel gegen Eintracht Braunschweig, Stammspieler, absolvierte 375 Bundesligaspiele, erzielte 38 Tore, wurde zwölfmal mit Gelb verwarnt, aber nie des Feldes verwiesen. In seiner Vereinszugehörigkeit bestritt er 43 DFB-Pokal-Spiele, in denen er sechs Tore erzielte, 78 Europapokalspiele, in denen er neun Tore erzielte, vier Spiele um den Europäischen Supercup und ein Spiel um den Weltpokal. Dürnberger ist der einzige Spieler des FC Bayern München, der nach dem dreifachen Titelgewinn im Europapokal der Landesmeister 1974–1976 („goldene Siebziger“) im Finale von 1982 immer noch zur Mannschaft gehörte und zum Einsatz kam. Dieses Spiel wurde allerdings gegen Aston Villa mit 0:1 verloren.

### Nationalmannschaft
Dürnberger bestritt für die DFB-Jugendauswahl zwischen 1971 und 1972 15 Spiele (in Folge) und erzielte mit acht Toren eine beachtliche Quote. Seinen ersten Einsatz hatte er am 7. November in Ronneby beim 1:1-Unentschieden gegen die Auswahl Schwedens im Rahmen der Qualifikation zum UEFA-Juniorenturnier. Drei Wochen später gelang ihm in Kopenhagen, beim 4:0-Sieg über die Auswahl Dänemarks, auch sein erstes Länderspieltor. Höhepunkt für ihn dürfte zweifelsfrei das (Turnier-)Spiel am 13. Mai 1972 gegen die Auswahl der UdSSR in Valencia gewesen sein: Beim 4:0-Sieg erzielte er alle Tore. Sein letzter Einsatz in dieser Auswahlmannschaft war das mit 0:2 verlorene Turnier-Endspiel am 22. Mai in Barcelona gegen die Auswahl Englands. In der Amateurnationalmannschaft wurde er einzig am 22. Mai 1972 in Regensburg beim 2:2-Unentschieden gegen die Juniorenmannschaft aus Polen eingesetzt. Am 2. September 1975 hatte er einen Einstand nach Maß, als er in Augsburg, beim 2:0-Sieg der B-Nationalmannschaft über Österreichs Auswahl, ein Tor beisteuerte. Gegen die Auswahlmannschaft Österreichs hatte er auch am 1. April 1980 sein letztes Länderspiel (nachdem er in den Jahren 1976, 1978 und 1979 jeweils einmal eingesetzt wurde): Das Spiel in Bayreuth endete mit einem 3:0-Sieg für ihn und die deutsche B-Nationalmannschaft.

## Weiterer Werdegang
Vor seiner Fußballkarriere machte Dürnberger eine Ausbildung zum Maurer. Nach Karriereende arbeitete er einige Jahre im Vertrieb bei Adidas, bevor er sich zusammen mit seiner Frau 1996 selbständig machte und eine Textildruck-Firma (Textildruck DürnBerger) gründete.
Dürnberger wurde 1984 Ehrenmitglied seines Heimatvereins SV Kirchanschöring, dessen 2. Vorstand er von 1989 bis 1999 war.

## Erfolge
- Weltpokal-Sieger 1976
- Europapokalsieger der Landesmeister 1974, 1975, 1976
- Deutscher Meister 1973, 1974, 1980, 1981, 1985
- DFB-Pokal-Sieger 1982, 1984
- Finalist im Europapokal der Landesmeister 1982

## Auszeichnungen
- Torschütze des Monats Juli 1980[5]